# Riobó (Cabana de Bergantiños)
Riobó (llamada oficialmente San Martiño de Riobó) es una parroquia y una aldea española del municipio de Cabana de Bergantiños, en la provincia de La Coruña, Galicia.

## Entidades de población
Entidades de población que forman parte de la parroquia:
- A Mata
- Barcia (A Barcia)
- Camafreita
- Casais
- Devesa (A Devesa)
- Folgoso
- Meixoeiro
- O Bao (O Vao)
- Repenín (O Rempenín)
- Padrín
- Riobó

## Despoblados
- Esmorisa (A Esmorisa)
- Soutochán

## Demografía

### Parroquia
| Gráfica de evolución demográfica de Riobó (parroquia) entre 2000 y 2018 |
|                                                                         |
| Datos según el nomenclátor publicado por el INE.                        |

### Aldea
| Gráfica de evolución demográfica de Riobó (aldea) entre 2000 y 2018 |
|                                                                     |
| Datos según el nomenclátor publicado por el INE.                    |